# Hersiliidae
Hersiliidae este o familie de păianjeni araneomorfi. Familia include 150 de specii răspândite în zonele tropicale și subtropicale. 

## Etimologie
Probabil, că denumirea familie provine din numele latin femenin Hersilia, ceea ce înseamnă fiică de soare sau în alte surse, rouă.

## Descriere
Colorația speciilor acestei familii se aseamănă cu culoare copacilor, de aceea în engleză ei se mai numesc păianjeni trunchi de copac. Aceștia posedă o culoarea la fel de pistriță ca cea a trunchiului. Majoritatea speciilor sunt negre și posedă pete albe, maronii, sau galbene. Organele filiere sunt extrem de alungite, uneori sunt mai lungi decât  opistosoma. Ele au aspectul unei cozi duble. Dimensiunile adulților variază între 10 - 18 mm. 

## Modul de viață
Familia include specii arboricole. Fiind bine camuflați pe trunchiul copacilor, datorită aspectului fizic, ei au un mod de vânătoare foarte interesant. Mai întâi, țes o pânză care este atașată de filiere. Când prada se apropie de păianjen, acesta aruncă pânza asupra vicitimei. În așa fel, ea rămâne imobilizată, apoi este mâncată. 

## Genuri
- Hersilia Audouin, 1826 (Africa, Australia, Asia)
- Hersiliola Thorell, 1870 (Regiunea mediteraniană, Asia Mică, Asia Centrală, Nigeria)
- Iviraiva Rheims & Brescovit, 2004 (America de Sud)
- Murricia Simon, 1882 (Asia de Sud)
- Neotama Baehr & Baehr, 1993 (America, Africa de Sud, India)
- Promurricia Baehr & Baehr, 1993 (Sri Lanka)
- Tama Simon, 1882 (Spania, Portugalia, Algeria)
- Tamopsis Baehr & Baehr, 1987 (Australia, Borneo)
- Tyrotama Foord & Dippenaar-Schoeman, 2005 (Africa)
- Yabisi Rheims & Brescovit, 2004 (SUA, Caraibe)
- Ypypuera Rheims & Brescovit, 2004 (America de Sud)